# Mostri e normali
Mostri e normali è il secondo album del gruppo Punk rock italiano Tre Allegri Ragazzi Morti.

## Il disco
Tutte le canzoni sono originali, eccetto Dimmi (adattamento in italiano  di Ask degli Smiths). L'album è stato registrato a 1000 mt s.l.m. nel marzo del 1999.

## Tracce
Tutte le canzoni sono di "Tre Allegri Ragazzi Morti"  eccetto Dimmi (Morrissey/Marr, adattamento D.Toffolo)
1. Stai come me - 3:08
2. Bella mia - 2:37
3. Occhi bassi - 3:04
4. Dipendo da te - 3:03
5. Catena - 3:30
6. Abito al limite - 3:45
7. Dimmi - 2:48 (versione italiana di Ask degli Smiths)
8. Sono morto - 3:53
9. Uomo mangia uomo - 3:20
10. Mai come voi - 3:48
11. Non mi manca niente - 6:04

## Formazione

### Gruppo
- Davide Toffolo – voce, chitarra
- Enrico Molteni – basso
- Luca Masseroni – batteria

### Altri musicisti
- Diego Moser – tromba
- Gianni Massarutto – armonica

### Produzione
- Tre Allegri Ragazzi Morti – produzione
- Marco Dal Lago – produzione, registrazione e missaggio
- Mauro Andreolli – mastering e registrazioni addizionali
- Davide Toffolo – disegni
- Roberto M. Rubbi – progetto grafico